# Parapallene obtusirostris
Parapallene obtusirostris là một loài nhện biển trong họ Callipallenidae. Loài này thuộc chi Parapallene. Parapallene obtusirostris được miêu tả khoa học năm 1963 bởi Clark.